# Alpes Peninos (provincia romana)
La provincia romana de los Alpes Peninos (en latín, Alpes Poeninae) fue una provincia romana, la más norteña de las tres pequeñas provincias del Imperio romano, montadas a horcajadas sobre los Alpes. Alpes Poeninae específicamente se ubicaba en torno del cordón montañoso actualmente llamado Alpes Peninos o Valaisanos, entre Francia, Suiza e Italia. Limitaba con las provincias de Gallia Narbonensis al oeste, Recia al este, Germania Superior al norte, Italia y Alpes Cottiae al sur.

## Conquista
Alpes Poenninae era originalmente el hogar de las tribus galas de los nantuates, veragros, sedunos y uberos. Estos grupos fueron derrotados en el año 58 a. C. por Julio César cuando trataron de internarse en la Galia, para aliviarse de la presión migratoria que sobre ellos ejercían los germanos.
La provincia fue conquistada en el año 15 a. C. durante el gobierno de Augusto por las fuerzas comandadas por los entonces jóvenes Tiberio y Druso. La campaña, que incluyó una batalla naval en el Lago de Constanza, terminó también con la incorporación de Recia y Nórico. No está claro si la provincia fue creada inmediatamente después de su anexión o en tiempos de Claudio.

## Paso estratégico
La elevación de este pequeño territorio a la categoría de provincia proviene de su importancia estratégica como vía de comunicación y paso montañoso. De hecho, Tito Livio relata que las tribus invasoras celtas de los boyos y los lingones entraron a Italia por los Alpes Peninos, más concretamente por el paso del Gran San Bernardo, en el siglo IV a. C.

## Alpes Graiae
El procurador de Alpes Poenninae habitualmente también gobernaba sobre la vecina Alpes Graiae. Esta última estaba conformada por los actuales territorios franceses de la provincia, correspondiéndole la custodia del Paso del Pequeño San Bernardo, por el que pasaba el brazo sur de la calzada conocida como Vía Gallia, después llamada Vía Francigena. 
El propio paso era llamado Alpis Graia o Columna Iovis, por un monolito aparentemente usado en adoraciones celtas. 
El brazo norte de la misma Vía Gallia, que venía de bifurcarse en Aosta, Italia, utilizaba el paso del Gran San Bernardo, internándose en Alpes Poenninae, nombre que también se aplicaba a dicho pasaje, a veces designado como Summus Poeninus, lo que explica porque ambas entidades territoriales, Poenninae y Graiae, estaban muy unidas en sus funciones. 
Alpes Graiae y su vecina fueron reunidas administrativamente durante el Bajo Imperio, con el nombre de "Alpes Poenninae et Graiae". Hasta entonces Graiae tenía su propia capital en Axima (Aîme, Francia).

## Etimología
Circula desde antiguo la teoría de que el nombre poenninae deriva de poenus (púnico) en referencia a que el ejército cartaginés de Aníbal Barca habría pasado los Alpes por esta vía. Claro que esta explicación es negada, también desde tiempos clásicos, siendo refutada ya por Tito Livio. 
La otra etomología disponible hace provenir poeninae de Penn, un dios celta de las cumbres que habría sido honrado en un santuario ubicado en el Paso del Gran San Bernardo.
En cuanto a la palabra Graiae, es una referencia a figuras de la mitología griega: las Grayas, unas habitantes de los infiernos que nacieron siendo ya ancianas y que compartían entre sí un único diente y ojo.

## Fin de la provincia
En el siglo V, la región es conquistada por los burgundios, en medio de la caída del Imperio romano. Dicho pueblo germano se había instalado pacíficamente en la zona durante el siglo anterior. 
Con el tiempo, la zona terminaría por convertirse en el confín oriental del reino de los burgundios, Borgoña.

## Poblaciones y toponímicos romanos

### Ciudades
- Axima (Aîme, Francia)
- Augannum (Saint-Maurice, Suiza)
- Darantasia (Moûtiers, Francia)
- Octodurum, Octodurus, Forum Claudii Vallensium o Civitas Vallensium (Martigny, Suiza)
- Penneloci o Pennolucos (Villeneuve, Suiza)
- Sedunum (Sion, Suiza)
- Tarnaiae (Massongex, Suiza)
- Uromagus (Oron-la-Ville, Suiza)
- Viviscus (Vevey, Suiza)

### Lugares
- Lemanus (Lago Lemán)